# Paracrias arizonensis
Paracrias arizonensis är en stekelart som först beskrevs av William Harris Ashmead 1888.  Paracrias arizonensis ingår i släktet Paracrias och familjen finglanssteklar. Inga underarter finns listade i Catalogue of Life.